# Parougia oregonensis
Parougia oregonensis är en ringmaskart som beskrevs av Hilbig och Fiege 200. Parougia oregonensis ingår i släktet Parougia och familjen Dorvilleidae. Inga underarter finns listade i Catalogue of Life.